# ジェイミー・ドンリー
ジェイミー・ポール・ドンリー（Jamie Paul Donley, 2005年1月3日 - ）は、北アイルランドのアントリム県アントリム出身のプロサッカー選手。プレミアリーグのトッテナム・ホットスパーFC所属。ポジションはフォワード。

## 経歴
2013年に8歳でトッテナム・ホットスパーFCのユースアカデミーに加入。
2020-21シーズンはU-17、U-18チームの両方で優勝した。
2022年1月12日にトッテナムと最初のプロ契約を結んだ。
2023年3月19日にトッテナムと2027年までの契約延長に合意した。2023-24シーズンのプレミアリーグ2では10月の月間最優秀選手に選出された。
2023年12月3日のマンチェスター・シティFC戦に途中出場してプロデビューした。

## 代表歴
父が北アイルランド、母がイングランドの出身であり、両国の代表資格を持つ。

## プレースタイル
粘り強さと決定力の高さ、パスのレンジの広さなどから、ハリー・ケインと比較されている。